# Umberto Eco
Umberto Eco (Alessandria, 5 gennaio 1932 – Milano, 19 febbraio 2016) è stato un semiologo, filosofo, scrittore, traduttore, bibliofilo e medievista italiano.

Autografo di Eco apposto all'edizione tedesca di Arte e bellezza nell'estetica medievale.

Saggista e intellettuale, scrisse numerosi testi di semiotica, estetica medievale, linguistica e filosofia, oltre a romanzi di successo. Nel 1971 è stato tra gli ispiratori del primo corso del DAMS all'Università di Bologna.
Tra i suoi romanzi più famosi figura Il nome della rosa vincitore del Premio Strega e tradotto in più di 40 lingue, che è divenuto un bestseller internazionale avendo venduto oltre 50 milioni di copie in tutto il mondo; da quest'opera sono stati tratti un film e una serie televisiva.
Conosce e sposa nel 1962 Renate Eco-Ramge, con la quale ha avuto i figli Stefano e Carlotta.

## Biografia

### Liceo e Azione Cattolica
Figlio di Giulio Eco, un impiegato nelle Ferrovie, e di Rita Bisio, e fratello maggiore dell'attrice Emy Eco, conseguì la maturità al liceo classico Giovanni Plana di Alessandria, sua città natale. Tra i suoi compagni di classe vi era il fisarmonicista Gianni Coscia, con il quale scrisse spettacoli di rivista. In gioventù fu impegnato nella GIAC (l'allora ramo giovanile dell'Azione Cattolica-AC) e nei primi anni cinquanta fu chiamato tra i responsabili nazionali del movimento studentesco dell'AC (progenitore dell'attuale MSAC). Nel 1954 lasciò l'incarico (così come avevano fatto Carlo Carretto e Mario Rossi) in polemica con Luigi Gedda. 
Durante i suoi studi universitari (alla Facoltà di Lettere e Filosofia di Torino, ospite del Collegio Einaudi) su Tommaso d'Aquino, smise di credere in Dio e lasciò definitivamente la Chiesa cattolica; in una nota ironica, in seguito commentò: «si può dire che lui, Tommaso d'Aquino, mi abbia miracolosamente curato dalla fede».

### Filosofia e cultura medievale
Laureatosi con lode in filosofia nel 1954 all'Università di Torino (agli esami riportò sempre 30/30, anche con lode, tranne quattro casi: filosofia teoretica e letteratura latina, in cui ottenne 29/30, e storia della letteratura italiana e pedagogia, entrambi superati con 27/30) con relatore Luigi Pareyson e tesi sull'estetica in San Tommaso d'Aquino (controrelatore Augusto Guzzo), cominciò a interessarsi di filosofia e cultura medievale, campo d'indagine mai più abbandonato (vedi il volume Dall'albero al labirinto), anche se successivamente si dedicò alla linguistica, allo studio semiotico della cultura popolare contemporanea e all'indagine critica sullo sperimentalismo letterario e artistico. Nel 1956 pubblicò il suo primo libro, un'estensione della sua tesi di laurea dal titolo Il problema estetico in San Tommaso.

### Tra i "corsari" per lo svecchiamento RAI
Nel 1954 partecipò e vinse un concorso della Rai per l'assunzione di telecronisti e nuovi funzionari; con Eco vi entrarono anche Furio Colombo e Gianni Vattimo. Tutti e tre abbandonarono l'ente televisivo entro la fine degli anni cinquanta. Nel concorso successivo entrarono Emmanuele Milano, Fabiano Fabiani, Angelo Guglielmi e molti altri. I vincitori dei primi concorsi furono in seguito etichettati come i "corsari" perché seguirono un corso di formazione diretto da Pier Emilio Gennarini e avrebbero dovuto, secondo le intenzioni del dirigente Filiberto Guala, "svecchiare" i programmi.
Con altri ingressi successivi, come quelli di Gianni Serra, Emilio Garroni e Luigi Silori, questi giovani intellettuali innovarono davvero l'ambiente culturale della televisione, ancora molto legato a personalità provenienti dall'EIAR, venendo in seguito considerati come i veri promotori della centralità della RAI nel sistema culturale italiano. Dall'esperienza lavorativa in RAI, incluse amicizie con membri del Gruppo 63, Eco trasse spunto per molti scritti, tra cui il celebre articolo del 1961 Fenomenologia di Mike Bongiorno.

### Critica letteraria e condirezione Bompiani

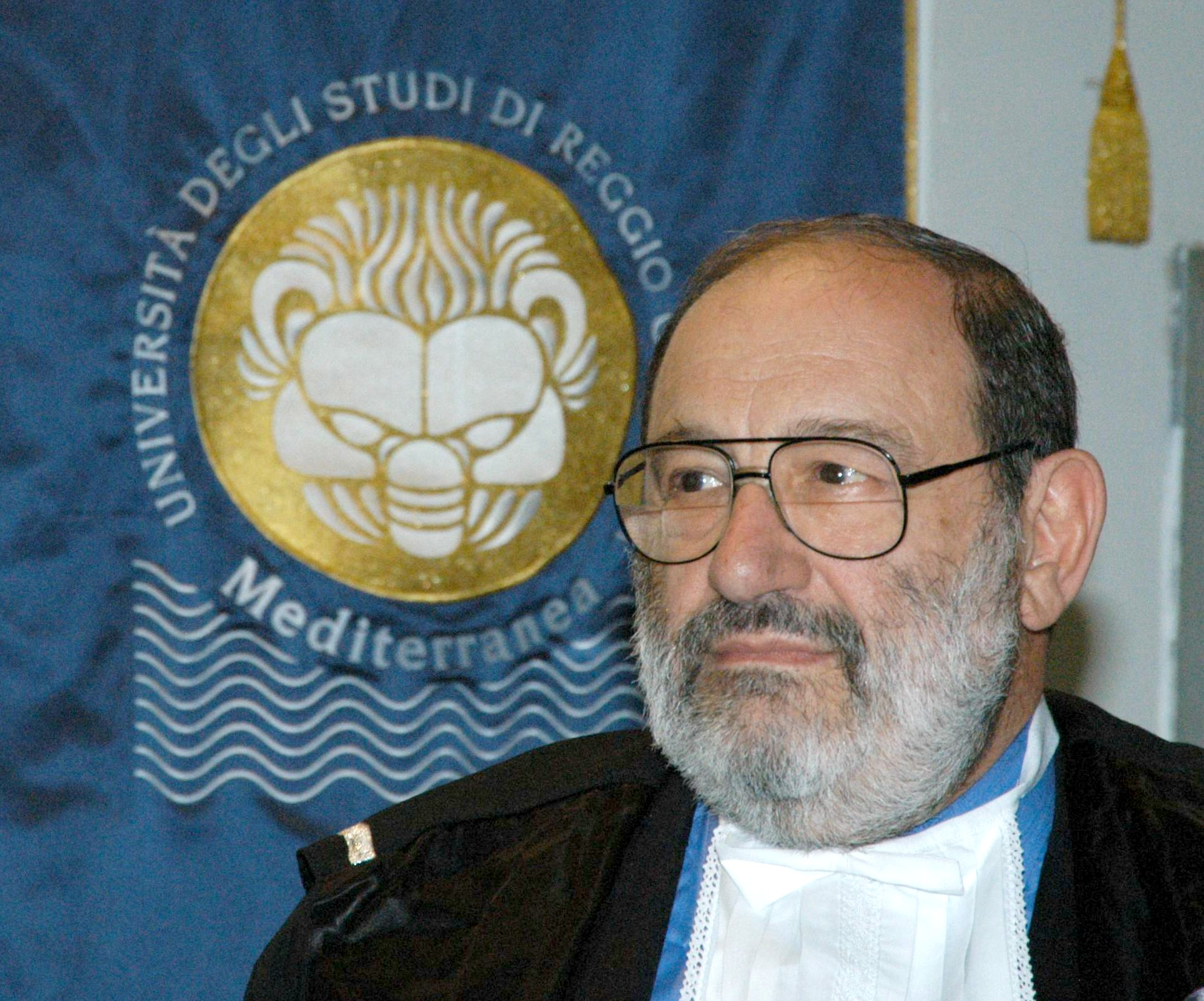
Umberto Eco nel 2002.

Dal 1959 al 1975 fu condirettore editoriale della casa editrice Bompiani. Nel 1962 pubblicò il saggio Opera aperta che, con sorpresa dello stesso autore, ebbe notevole risonanza a livello internazionale e diede le basi teoriche al Gruppo 63, movimento d'avanguardia letterario e artistico italiano che suscitò interesse negli ambienti critico-letterari anche per le polemiche che destò criticando fortemente autori all'epoca già "consacrati" dalla fama come Carlo Cassola, Giorgio Bassani e Vasco Pratolini, ironicamente definiti "Liale", con riferimento a Liala, autrice di romanzi rosa.

### Carriera universitaria
Nel 1961 ebbe inizio anche la sua carriera universitaria che lo portò a tenere corsi, in qualità di professore incaricato, in diverse università italiane: Torino, Milano, Firenze e, infine, Bologna dove ha ottenuto la cattedra di Semiotica nel 1975, diventando professore ordinario. All'Università di Bologna è stato fra i fondatori del primo corso di laurea in DAMS (era il 1971), poi è stato direttore dell'Istituto di Comunicazione e spettacolo del DAMS, e in seguito ha dato inizio al corso di laurea in Scienze della comunicazione.
Infine è divenuto Presidente della Scuola Superiore di Studi Umanistici, fondata nel 2000, che coordina l'attività dei dottorati bolognesi del settore umanistico, e dove nel 2001 ha ideato il Master in Editoria Cartacea e Digitale. Nel corso degli anni ha insegnato come professore invitato alla New York University, Northwestern University, Columbia University, Yale University, Harvard University, University of California-San Diego, Cambridge University, Oxford University, Università di São Paulo e Rio de Janeiro, La Plata e Buenos Aires, Collège de France, École normale supérieure (Parigi). Nell'ottobre 2007 si è ritirato dall'insegnamento per limiti di età.

### Studi su mass media e cultura di massa
Dalla fine degli anni cinquanta, Eco cominciò a interessarsi all'influenza dei mass media nella cultura di massa, su cui pubblicò articoli in diversi giornali e riviste, poi in gran parte confluiti in Diario minimo (1963) e Apocalittici e integrati (1964). Apocalittici e integrati (che ebbe una nuova edizione nel 1977) analizzò con taglio sociologico le comunicazioni di massa. Il tema era già stato affrontato in Diario minimo, che includeva tra gli altri il breve articolo del 1961 Fenomenologia di Mike Bongiorno. Sullo stesso tema, nel 1967 svolse a New York il seminario Per una guerriglia semiologica, in seguito pubblicato ne Il costume di casa (1973) e frequentemente citato nelle discussioni sulla controcultura e la resistenza al potere dei mass media.
Significativa fu anche la sua attenzione per le correlazioni tra dittatura e cultura di massa ne Il fascismo eterno, capitolo del saggio Cinque scritti morali, dove individuava le caratteristiche, ricorrenti nel tempo, del cosiddetto "fascismo eterno", o "Ur-fascismo": il culto della tradizione, il rifiuto del modernismo, il culto dell'azione per l'azione, il disaccordo come tradimento, la paura delle differenze, l'appello alle classi medie frustrate, l'ossessione del complotto, il machismo, il "populismo qualitativo Tv e Internet" e altre ancora; da esse e dalle loro combinazioni, secondo Eco, è possibile anche "smascherare" le forme di fascismo che si riproducono da sempre "in ogni parte del mondo". In un'intervista del 24 aprile 2010 mise in evidenza la sua visione rispetto a Wikipedia, della quale Eco si definiva un "utente compulsivo", e al mondo dell'open source.
Umberto Eco non considerava gli ipertesti un supporto valido per un romanzo. A suo avviso la multimedialità non aggiungeva nulla al valore culturale dell'opera, ne integrava solamente i contenuti. Nel 1995, durante una presentazione alla Triennale di Milano dichiarò: "Ho visto diverse opere multimediali, ed ho collaborato personalmente alla stesura di una pubblicazione di questo tipo. Mi hanno regalato un computer su cui far girare l'opera finita, ma ora a distanza di solo un anno questa macchina è già superata, resa obsoleta ed inutilizzabile con le opere multimediali più recenti."

### Inizio degli studi semiotici
Nel 1968 pubblicò il suo primo libro di teoria semiotica, La struttura assente, cui seguirono il fondamentale Trattato di semiotica generale (1975) e gli articoli per l'Enciclopedia Einaudi poi riuniti in Semiotica e filosofia del linguaggio (1984). Nel 1971 fondò Versus - Quaderni di studi semiotici, una delle maggiori riviste internazionali di semiotica, rimanendone direttore responsabile e membro del comitato scientifico fino alla morte. È anche stato segretario, vicepresidente e dal 1994 presidente onorario della IASS/AIS ("International Association for Semiotic Studies"). È stato invitato a tenere le prestigiose conferenze Tanner (Università di Cambridge, 1990), Norton (Università di Harvard, 1993), Goggio (Università di Toronto, 1998), Weidenfeld (Università di Oxford, 2002) e Richard Ellmann (Università Emory, 2008).

### Giornali, traduzioni, dibattiti
Collaborò sin dalla sua fondazione, nel 1955, al settimanale L'Espresso, sul quale dal 1985 al 2016 tenne in ultima pagina la rubrica La bustina di minerva (nella quale, tra l'altro, dichiarò di aver contribuito personalmente alla propria voce su Wikipedia), ai giornali Il Giorno, La Stampa, Corriere della Sera, la Repubblica, il manifesto e a innumerevoli riviste internazionali specializzate, tra cui Semiotica (fondata nel 1969 da Thomas Albert Sebeok), Poetics Today, Degrès, Structuralist Review, Text, Communications (rivista parigina del EHESS), Problemi dell'informazione, Word & Images, o riviste letterarie e di dibattito culturale quali Quindici, Il Verri (fondata da Luciano Anceschi), Alfabeta, Il cavallo di Troia, ecc.
Collaborò alla collana "Fare l'Europa" diretta da Jacques Le Goff con lo studio La ricerca della lingua perfetta nella cultura europea (1993), in cui si espresse a favore dell'utilizzo dell'esperanto. Tradusse gli Esercizi di stile di Raymond Queneau (nel 1983) e Sylvie di Gérard de Nerval (nel 1999 entrambi presso Einaudi) e introdusse opere di numerosi scrittori e di artisti. Ha anche collaborato con i musicisti Luciano Berio e Sylvano Bussotti.
I suoi dibattiti, spesso dal tono divertito, con Luciano Nanni, Omar Calabrese, Paolo Fabbri, Ugo Volli, Francesco Leonetti, Nanni Balestrini, Guido Almansi, Achille Bonito Oliva o Maria Corti, tanto per nominarne alcuni, hanno aggiunto contributi non scritti alla storia degli intellettuali italiani, soprattutto quando sfioravano argomenti non consueti (o almeno non ritenuti tali prima dell'intervento di Eco), come la figura di James Bond, l'enigmistica, la fisiognomica, la serialità televisiva, il romanzo d'appendice, il fumetto, il labirinto, la menzogna, le società segrete o più seriamente gli annosi concetti di abduzione, di canone e di classico.
Grande appassionato del fumetto Dylan Dog, a Eco è stato fatto tributo sul numero 136 attraverso il personaggio Humbert Coe, che ha affiancato l'indagatore dell'incubo in un'indagine sull'origine delle lingue del mondo. È stato inoltre amico del pittore e autore di fumetti Andrea Pazienza che fu suo allievo al DAMS di Bologna, e ha scritto la prefazione a libri di Hugo Pratt, Charles Monroe Schulz, Jules Feiffer e Raymond Peynet. Scrisse la presentazione di Cuore a fumetti, di F. Bonzi e Alain Denis, pubblicata su "Linus" nel 1975.

### Esordio letterario

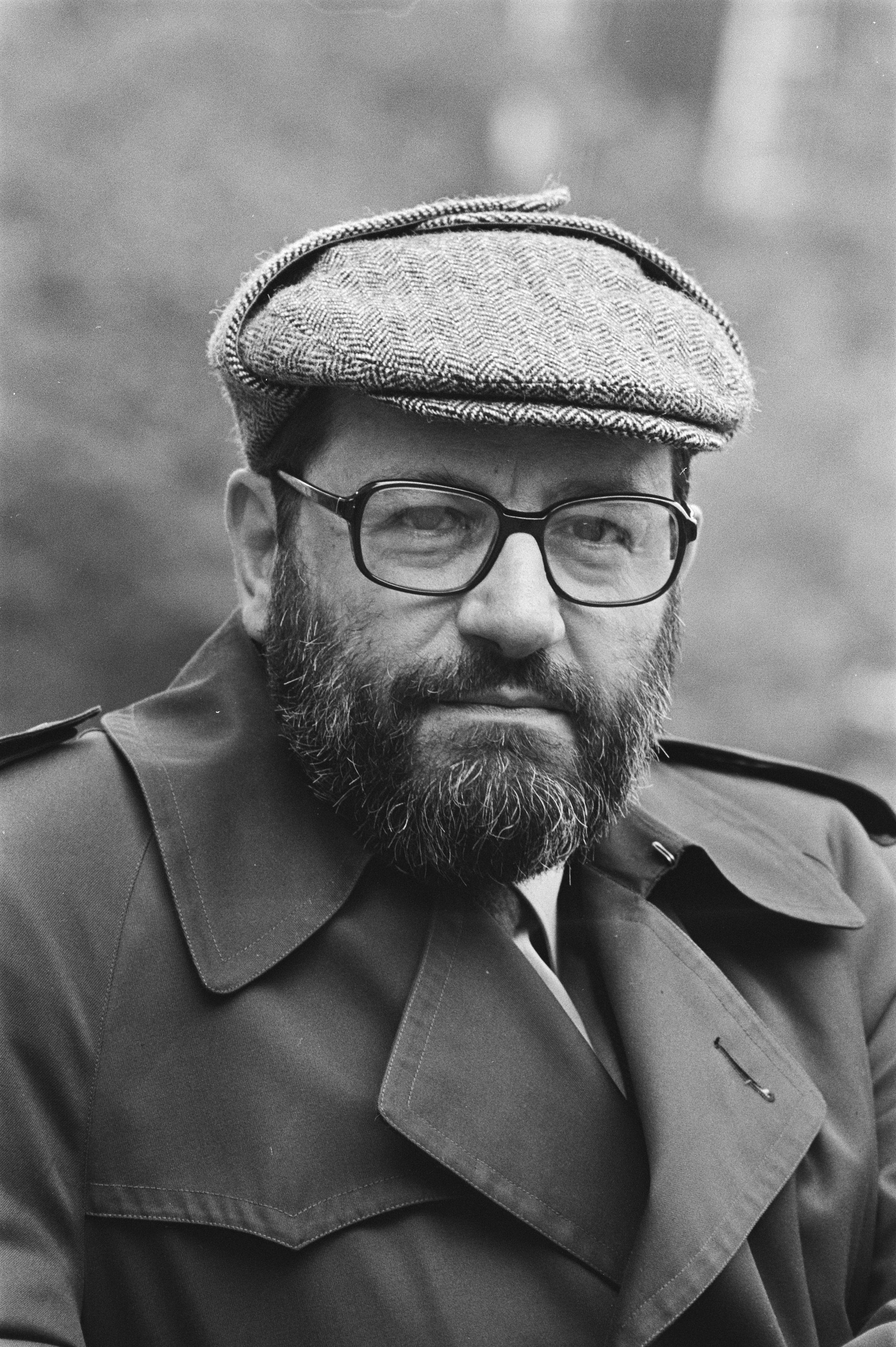
Umberto Eco nel 1984.

Nel 1980 Eco esordì nella narrativa. Il suo primo romanzo, Il nome della rosa, riscontrò un grande successo sia presso la critica sia presso il pubblico, tanto da divenire un best seller internazionale tradotto in 47 lingue e venduto in trenta milioni di copie. Il nome della rosa è stato anche tra i finalisti del prestigioso Edgar Award nel 1984 e ha vinto il Premio Strega. Dal lavoro fu tratto anche l'omonimo film con Sean Connery nel ruolo di Guglielmo da Baskerville e una miniserie televisiva dove Guglielmo da Baskerville è interpretato da John Turturro.
Negli anni Ottanta promosse l'attivazione del corso di laurea in Scienze della comunicazione, già attivo in altre sedi presso l'università di Bologna. Nel 1988 fondò egli stesso il Dipartimento della Comunicazione dell'Università di San Marino e pubblicò il suo secondo romanzo, Il pendolo di Foucault, satira dell'interpretazione paranoica dei fatti veri o leggendari della storia e delle sindromi del complotto. Questa critica dell'interpretazione incontrollata viene ripresa in opere teoriche sulla ricezione (cfr. I limiti dell'interpretazione). Romanzi successivi sono L'isola del giorno prima (1994), Baudolino (2000), La misteriosa fiamma della regina Loana (2004), Il cimitero di Praga (2010) e Numero zero (2015), tutti editi in italiano da Bompiani.
Negli anni novanta la stampa ha spesso collegato Eco alle attività del collettivo Luther Blissett, tanto che nel 1997 il settimanale tedesco Der Spiegel lo indica tra i capostipiti del progetto. Tali voci son state successivamente smentite sia da Eco stesso che dai membri del collettivo in un'intervista a Repubblica.
Nel 2012 è stata pubblicata una versione "riveduta e corretta" del suo primo romanzo Il nome della rosa, con una nota finale dello stesso Eco che, mantenendo stile e struttura narrativa, è intervenuto a eliminare ripetizioni ed errori, a modificare l'impianto delle citazioni latine e la descrizione della faccia del bibliotecario per togliere un riferimento neogotico.

### Teorie della narrazione
Molte opere furono dedicate alle teorie della narrazione e della letteratura: Il superuomo di massa (1976), Lector in fabula (1979), Sei passeggiate nei boschi narrativi (1994), Sulla letteratura (2002), Dire quasi la stessa cosa (2003, sulla traduzione). È stato inoltre precursore e divulgatore dell'applicazione della tecnologia alla scrittura.
Dal 2008 era professore emerito e presidente della Scuola Superiore di Studi Umanistici dell'Università di Bologna. Dal 12 novembre 2010 era socio dell'Accademia dei Lincei, per la classe di Scienze Morali, Storiche e Filosofiche.
In contemporanea alla nomina di guest curator (curatore ospite) del Louvre, dove nel mese di novembre 2009 organizzò una serie di eventi e manifestazioni culturali, uscì per Bompiani Vertigine della lista, pubblicato in quattordici paesi del mondo. Nel 2011 Bompiani pubblicò una raccolta dal titolo Costruire il nemico e altri scritti occasionali, che raccoglie saggi occasionali che spaziano nei vari interessi dell'autore, come quello per la narratologia e il feuilleton ottocentesco. Il primo saggio riprende temi già presenti ne Il cimitero di Praga.

### Morte
Eco morì nella sua casa di Milano all’età di 84 anni, alle ore 22:30 del 19 febbraio 2016, a causa di un tumore del pancreas diagnosticatogli due anni prima. I funerali, in forma laica, si tennero il 23 febbraio 2016 presso il Castello Sforzesco di Milano, alla presenza di migliaia di persone. Alla cerimonia furono tra l'altro eseguite due composizioni musicali, rispettivamente alla viola da gamba e al clavicembalo: Couplets de folies (Les folies d'Espagne) di Marin Marais (dai Pièces de viole, Livre II, 1701) e la sonata per violino e continuo in re minore, op. 5 n.12 (1700) La Follia di Arcangelo Corelli.
Nel proprio testamento Eco dispose che sulla sua lapide fossero iscritte le ultime parole de La città del sole di Tommaso Campanella («Aspetta, aspetta... Non posso, non posso») e vietò espressamente agli eredi di autorizzare o promuovere seminari o conferenze su di lui per i dieci anni successivi alla sua morte (quindi sino al 2026). Il suo corpo fu cremato. La vedova Renate Eco-Ramge declinò la proposta di tumularne le ceneri presso il Cimitero Monumentale di Milano nel Civico Mausoleo Garbin (un'ex edicola privata, dotata di piccoli loculi destinati a ceneri o resti ossei di personalità artistiche illustri) e ne preferì la custodia privata, pur con il progetto di un'edicola di famiglia da erigersi comunque nel cimitero meneghino.

## Profilo letterario

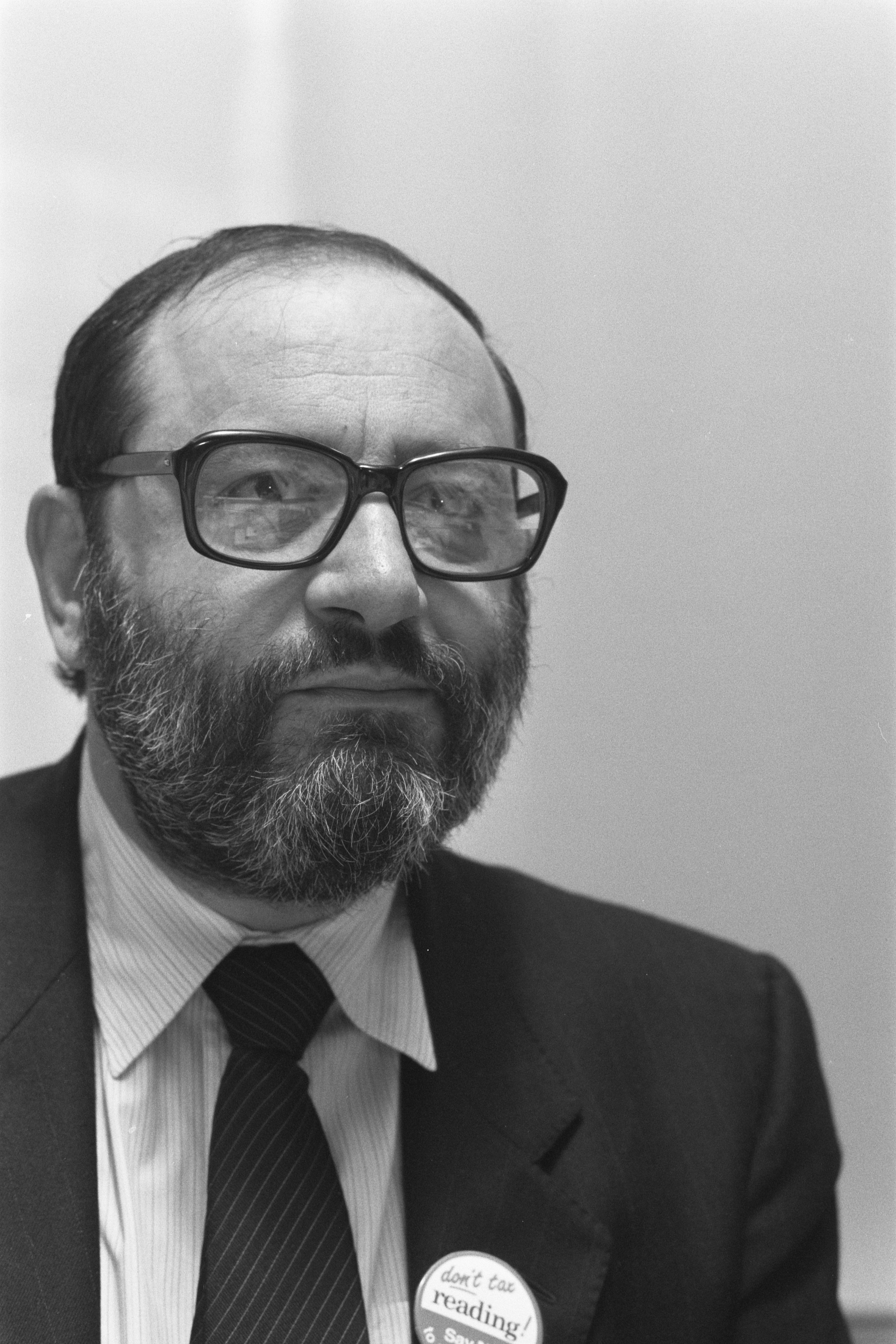
Umberto Eco nel 1987.

Nei suoi romanzi, Eco racconta storie realmente accadute o leggende che hanno come protagonisti personaggi storici o inventati. Inserisce nelle sue opere accesi dibattiti filosofici sull'esistenza del vuoto, di Dio o sulla natura dell'universo. Attratto da temi piuttosto misteriosi e oscuri (i cavalieri Templari, il sacro Graal, la sacra Sindone ecc.), nei suoi romanzi gli scienziati e gli uomini che hanno fatto la storia sono spesso trattati con indifferenza dai contemporanei.
L'umorismo è l'arma letteraria preferita dallo scrittore di Alessandria, che inserisce innumerevoli citazioni e collegamenti a opere di vario genere, conosciuti quasi esclusivamente da filologi e bibliofili. Ciò rende romanzi come Il nome della rosa o L'isola del giorno prima un turbinio variopinto di nozioni di carattere storico, filosofico, artistico e matematico. Centrale ne Il nome della rosa è la questione del riso, post-modernisticamente declinata.
Ne Il pendolo di Foucault Eco affronta temi come la ricerca del sacro Graal e la storia dei cavalieri Templari, facendo numerosi cenni ai misteri dell'età antica e moderna, rivisitati in chiave parodistica. Ne L'isola del giorno prima l'umanità intera è simboleggiata dal naufrago Roberto de la Grive, che cerca un'isola al di fuori del tempo e dello spazio. In Baudolino dà vita ad un picaresco personaggio medioevale tutto dedito alla ricerca di un paradiso terrestre (il regno leggendario di Prete Giovanni).
Ne La misteriosa fiamma della regina Loana riflette sulla forza e sull'essenza stessa del ricordo, rivolto, in questo caso, ad episodi del XX secolo. Il cimitero di Praga è incentrato sulla natura del complotto e, in particolar modo, sulla storia "europea" del popolo ebraico. Il suo ultimo romanzo, Numero zero, riprendendo temi da sempre cari all'autore (il falso, la costruzione del complotto e delle notizie) si sofferma sulla storia italiana recente, narrando fatti realmente accaduti, ma riletti attraverso una chiave complottistica.

## Contributi politici
Nel 1971 fu tra i 757 firmatari della lettera aperta a L'Espresso sul caso Pinelli e successivamente della autodenuncia di solidarietà a Lotta Continua, in cui una cinquantina di firmatari esprimevano solidarietà verso alcuni militanti e direttori responsabili del giornale, inquisiti per istigazione a delinquere.
I firmatari si autodenunciavano alla magistratura dicendo di condividere il contenuto dell'articolo. Peraltro le severe critiche di Eco al terrorismo e ai vari progetti di lotta armata sono contenute in una serie di articoli scritti sul settimanale L'Espresso e su Repubblica, specie ai tempi del caso Moro (articoli poi ripubblicati nel volume Sette anni di desiderio). In effetti l'arma che ha caratterizzato l'impegno politico di Eco è diventata l'analisi critica dei discorsi politici e delle comunicazioni di massa.
Questo impegno è sintetizzato nella metafora della guerriglia semiologica dove si sostiene che non è tanto importante cambiare il contenuto dei messaggi alla fonte ma cercare di animare la loro analisi là dove essi arrivano (la formula era: non serve occupare la televisione, bisogna occupare una sedia davanti a ogni televisore). In questo senso la guerriglia semiologica è una forma di critica sociale attraverso l'educazione alla ricezione. Dal 2002 partecipa alle attività dell'associazione Libertà e Giustizia, di cui è uno dei fondatori e garanti più noti, partecipando attivamente tramite le sue iniziative al dibattito politico-culturale italiano.
Il suo libro A passo di gambero (2006) contiene le critiche a quello che lui definisce populismo berlusconiano, alla politica di Bush, al cosiddetto scontro tra etnie e religioni. Nel 2011, nelle settimane delle rivolte arabe, durante una conferenza stampa registrata alla Fiera del libro di Gerusalemme, scatena una polemica politica la sua risposta a un giornalista italiano che gli domanda se condivida il paragone fra Berlusconi e Mubarak, avanzato da alcuni: "Il paragone potrebbe essere fatto con Hitler: anche lui giunse al potere con libere elezioni"; lo stesso Eco, dalle colonne de l'Espresso, smentirà tale dichiarazione chiarendo le circostanze della sua risposta.
Eco faceva parte dell'associazione Aspen Institute Italia.

## Onorificenze e riconoscimenti

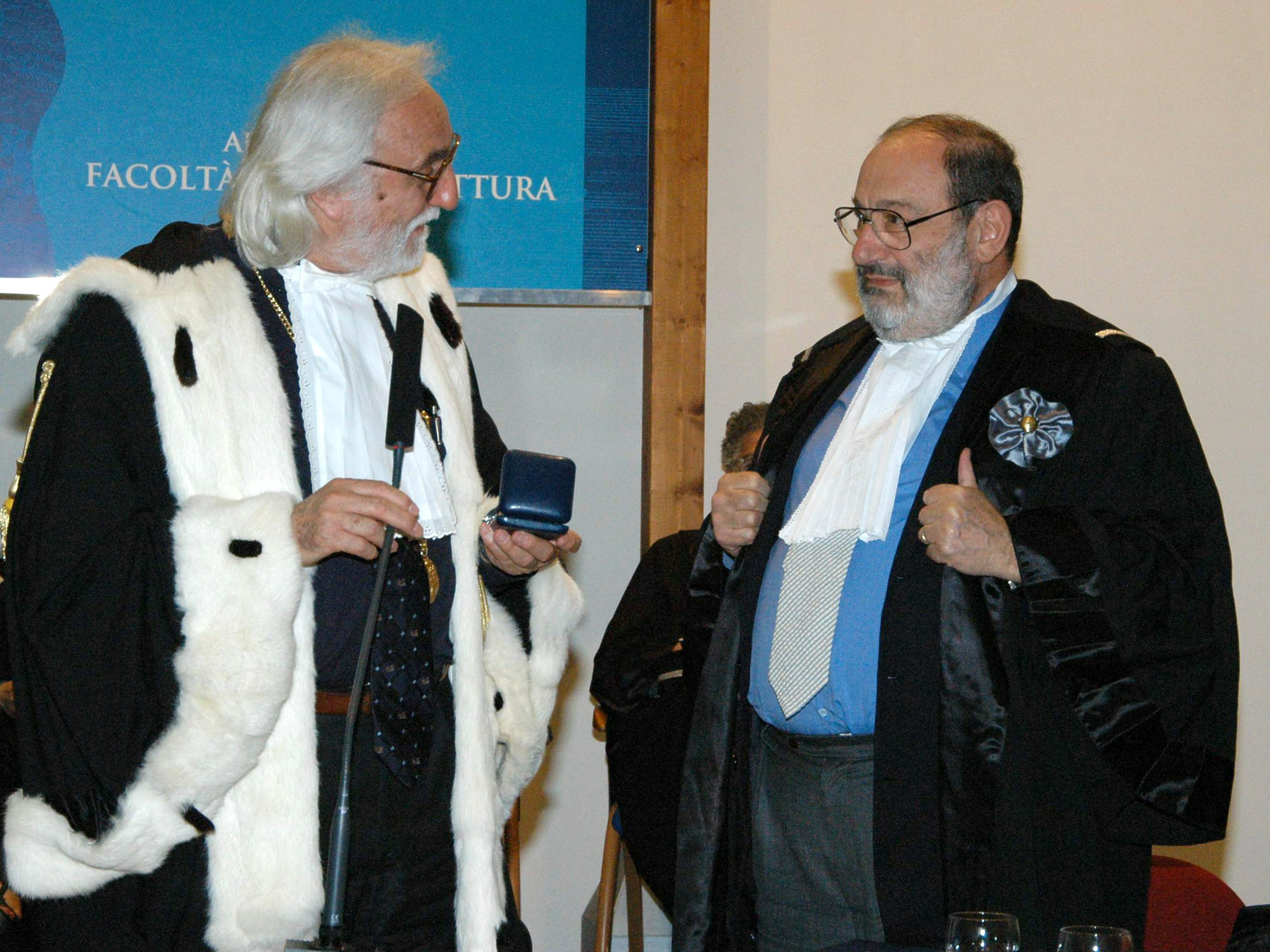
Umberto Eco nel 2005 con Alessandro Bianchi, rettore dell'Università "Mediterranea" di Reggio Calabria.

### Cittadinanze onorarie
- Monte Cerignone, 1981.
- Nizza Monferrato, 6 novembre 2010.
- San Leo, 11 giugno 2011.
- Torre Pellice, 2013.

### Lauree
Eco ha ricevuto 40 lauree honoris causa da prestigiose università europee e americane.  Nel giugno 2015 in occasione della laurea in comunicazione conferita dall'Università di Torino, Umberto Eco ha rilasciato severi giudizi sui social del Web che, a suo dire, possono essere utilizzati da «legioni di imbecilli» per porsi sullo stesso piano di un vincitore di un Premio Nobel, senza però conferire ad ambedue le opinioni la medesima rilevanza. Le affermazioni di Eco hanno suscitato approvazioni ma anche vivaci discussioni.

### Affiliazioni e sodalizi accademici
Umberto Eco è stato membro onorario (Honorary Trustee) della James Joyce Association, dell'Accademia delle Scienze di Bologna, dell'Academia Europea de Yuste, dell'American Academy of Arts and Letters, dell'Académie royale des sciences, des lettres et des beaux-arts de Belgique, della Polska Akademia Umiejętności ("Accademia polacca della Arti"), "Fellow" del St Anne's College di Oxford e socio dell'Accademia Nazionale dei Lincei. Eco è stato inoltre membro onorario del CICAP.

### Altro
Gli è stato dedicato l'asteroide 13069 Umbertoeco, scoperto nel 1991 dall'astronomo belga Eric Walter Elst.
Il 12 aprile 2008 è stato nominato Duca dell'Isola del Giorno Prima del regno di Redonda dal re Xavier.
Nel 2016 il comune di Milano ha deciso che il suo nome venga iscritto nel Pantheon di Milano, all'interno del cimitero monumentale.
Nel 2023 gli viene intitolato l'Istituto di istruzione superiore di Alessandria, presso la cui sede di liceo classico aveva conseguito la maturità.

## Opere

### Saggistica
Eco ha anche scritto numerosi saggi di filosofia, semiotica, linguistica, estetica:
- Il problema estetico in San Tommaso, Torino, Edizioni di Filosofia, 1956; poi Il problema estetico in Tommaso d'Aquino, 2ª ed., Milano, Bompiani, 1970.
- Filosofi in libertà, come Dedalus, Torino, Taylor, 1958, poi in Il secondo diario minimo.
- Sviluppo dell'estetica medievale, in Momenti e problemi di storia dell'estetica, I, Dall'antichità classica al Barocco, Milano, Marzorati, 1959.
- Shaker. Il libro dei cocktail, con Roberto Leydi, Milano, Pizzi, 1961.
- Opera aperta. Forma e indeterminazione nelle poetiche contemporanee, Milano, Bompiani, 1962; 1967 sulla base dell'ed. francese 1965; 1971; 1976.
- Apocalittici e integrati, Milano, Bompiani, 1964; 1977.
- Le poetiche di Joyce. Dalla "Summa" al "Finnegans Wake", Milano, Bompiani, 1965. (ed. modificata sulla base della seconda parte di Opera aperta, 1962)
- Appunti per una semiologia delle comunicazioni visive, Milano, Bompiani, 1967. (poi in La struttura assente)
- La definizione dell'arte, Milano, Mursia, 1968.
- Le forme del contenuto, Milano, Bompiani, 1971.
- Documenti su il nuovo Medioevo, con Francesco Alberoni, Furio Colombo e Giuseppe Sacco, Milano, Bompiani, 1972.
- Il segno, Milano, Isedi, 1973; Milano, A. Mondadori, 1980.
- Il costume di casa. Evidenze e misteri dell'ideologia italiana, Milano, Bompiani, 1973.
- Beato di Liébana. Miniature del Beato de Fernando I y Sancha. Codice B.N. Madrid Vit. 14-2, testo e commenti alle tavole di, Milano, Franco Maria Ricci, 1973.
- Eugenio Carmi. Una pittura di paesaggio?, Milano, Prearo, 1973.
- Trattato di semiotica generale, Milano, Bompiani, 1975.
- (EN)  A Theory of Semiotics, Bloomington, Indiana University Press, 1976. (e London, Macmillan, 1977) [versione inglese originale del Trattato di semiotica generale]
- Il superuomo di massa. Studi sul romanzo popolare, Roma, Cooperativa Scrittori, 1976; Milano, Bompiani, 1978.
- Stelle & stellette. La via lattea mormorò, illustrazioni di Philippe Druillet, Conegliano Treviso, Quadragono Libri, 1976.
- Storia di una rivoluzione mai esistita. L'esperimento Vaduz. Appunti del Servizio opinioni, n.292, settembre 1976, Roma, Rai, Servizio Opinioni, 1976.
- Dalla periferia dell'impero, Milano, Bompiani, 1977.
- Come si fa una tesi di laurea, Milano, Bompiani, 1977.
- Carolina Invernizio, Matilde Serao, Liala, con altri, Firenze, La nuova Italia, 1979.
- Lector in fabula, Milano, Bompiani, 1979.
- (EN)  Function and sign, the semiotics of architecture. A componential analysis of the architectural sign /column/, in Geoffrey Broadbent, Richard Bunt, Charles Jencks (a cura di), Signs, symbols and architecture, Chichester-New York, Wiley, 1980.
- De bibliotheca, Milano, Comune di Milano, 1981.
- Postille al nome della rosa, Milano, Bompiani, 1983.
- Sette anni di desiderio. [Cronache, 1977-1983], Milano, Bompiani, 1983.
- La riscoperta dell'America, 1984, con Gian Paolo Ceserani e Beniamino Placido
- Semiotica e filosofia del linguaggio, Torino, Einaudi, 1984, ISBN 88-06-05690-5.
- (PT)  Conceito de texto, São Paulo, Queiroz, 1984.
- Arte e bellezza nell'estetica medievale, Milano, Bompiani, 1987.
- (DE)  Streit der Interpretationen, Konstanz, Universitätverlag Konstanz GMBH, 1987.
- (FR)  Notes sur la sémiotique de la réception, in "Actes sémiotiques. Documents", IX, 81, 1987.
- Lo strano caso della Hanau 1609, Milano, Bompiani, 1989.
- Saggio in Leggere i Promessi sposi. Analisi semiotiche, a cura di Giovanni Manetti, Milano, Gruppo editoriale Fabbri-Bompiani-Sonzogno-ETAS, 1989, ISBN 88-452-1466-4.
- I limiti dell'interpretazione, Milano, Bompiani, 1990, ISBN 88-452-1657-8.
- Vocali, con Soluzioni felici di Paolo Domenico Malvinni, Napoli, Collana "Clessidra" di Alfredo Guida Ed., 1991, ISBN 88-7188-024-2.
- (EN)  Interpretation and Overinterpretation, Cambridge, Cambridge University Press, 1992.
- La memoria vegetale, Milano, Rovello, 1992.
- La ricerca della lingua perfetta nella cultura europea, Roma-Bari, Laterza, 1993, ISBN 88-420-4287-0.
- (EN)  Six Walks in the Fictional Woods, Cambridge, Harvard U.P., 1994. (tradotto come Sei passeggiate nei boschi narrativi, Milano, Bompiani)
- Interpretazione e sovrainterpretazione, a cura di Stefano Collini, Milano, Bompiani, 1995.
- "Ostrigotta, ora capesco", prefazione ad "Anna Livia Plurabelle di James Joyce nella traduzione di Samuel Beckett e altri. Versione italiana di James Joyce e Nino Frank", a cura di Rosa Maria Bollettieri Bosinelli, Giulio Einaudi Editore, 1995.
- In cosa crede chi non crede?, con Carlo Maria Martini, Roma, Liberal, 1996, ISBN 88-86838-03-4.
- (DE)  Neue Streichholzbriefe, München, DTV, 1997.
- (EN)  Talking of Joyce, con Liberato Santoro-Brienza, Dublin, University College Dublin Press, 1998.
- (DE)  Gesammelte Streichholzbriefe, München, Hanser, 1998.
- (EN)  Experiences in translation, Toronto, Toronto U.P., 2000.
- Riflessioni sulla bibliofilia, Milano, Rovello, 2001.
- Guerre sante, passione e ragione. Pensieri sparsi sulla superiorità culturale; Scenari di una guerra globale, in Islam e Occidente. Riflessioni per la convivenza, Roma-Bari, Laterza, 2002, ISBN 88-420-6784-9.
- Dire quasi la stessa cosa. Esperienze di traduzione, Milano, Bompiani, 2003, ISBN 88-452-5397-X.
- Il linguaggio della Terra Australe, Milano, Bompiani, 2004. (non in commercio)
- Il codice Temesvar, Milano, Rovello, 2005.
- Nel segno della parola, con Daniele Del Giudice e Gianfranco Ravasi, a cura e con un saggio di Ivano Dionigi, Milano, BUR, 2005, ISBN 88-17-00632-7.
- Sator Arepo eccetera, Roma, Nottetempo, 2006, ISBN 88-7452-085-9.
- Dall'albero al labirinto. Studi storici sul segno e l'interpretazione, Milano, Bompiani, 2007, ISBN 978-88-452-5902-9.
- Non sperate di liberarvi dei libri, con Jean-Claude Carrière, Milano, Bompiani, 2009. ISBN 978-88-452-6215-9.
- Vertigine della lista, Milano, Bompiani, 2009. ISBN 978-88-452-6345-3.
- (EN)  Confessions of a Young Novelist, Cambridge, Harvard University Press, 2011. ISBN 9780674058699.
- Scritti sul pensiero medievale, Collana Il pensiero occidentale, Milano, Bompiani, 2012, ISBN 978-88-452-7156-4.
- Storia delle terre e dei luoghi leggendari, Milano, Bompiani, 2013. ISBN 978-88-452-7392-6.
- Da dove si comincia?, con Stefano Bartezzaghi, Roma, La Repubblica, 2013.
- Riflessioni sul dolore, Bologna, ASMEPA, 2014. ISBN 978-88-97620-73-0.
- Pape Satàn Aleppe. Cronache di una società liquida, Milano, La nave di Teseo, 2016, ISBN 978-88-9344-021-9.
- Come viaggiare con un salmone, Milano, La nave di Teseo, 2016, ISBN 978-88-9344-023-3.
- Sulle spalle dei giganti, Collana I fari, Milano, La nave di Teseo, 2017, ISBN 978-88-934-4271-8.
- Il fascismo eterno, Collana Le onde, Milano, La nave di Teseo, 2018, ISBN 978-88-934-4241-1. [già pubblicato in Cinque scritti morali, Bompiani, 1997]

Raccolte:
- Diario minimo, Milano, A. Mondadori, 1963; 1975. (include i saggi Fenomenologia di Mike Bongiorno e Elogio di Franti)
- La struttura assente, Milano, Bompiani, 1968; 1980.
- (EN)  The Role of the Reader, Bloomington, Indiana University Press, 1979. (contiene saggi tratti da Opera aperta, Apocalittici e integrati, Forme del contenuto, Lector in Fabula e Il superuomo di massa)
- (EL)  E semeiologia sten kathemerine zoe, Thessaloniki, Malliares, 1980. (antologia di saggi).
- Sugli specchi e altri saggi, Milano, Bompiani, 1985.
- (ZH)  Jie gou zhu yi he fu hao xue. Dian ying wen ji, San lien shu dian chu ban fa xing, Np, 1987. (edizione cinese di articoli vari originariamente pubblicati in inglese e francese)
- (DE)  Im Labyrinth der Vernunft. Texte über Kunst und Zeichen, Leipzig, Reclam, 1989. (antologia di saggi)
- (DE)  Auf dem Wege zu einem Neuen Mittelalter, München, DTV Grossdruck, 1990. (antologia di saggi).
- Il secondo diario minimo, Milano, Bompiani, 1992, ISBN 88-452-1833-3.
- (EL)  Ton augousto den Uparchoun eideseis, Thessaloniki, Parateretés, 1993. (antologia di saggi).
- (EN)  Apocalypse Postponed, Bloomington, Indiana U.P, 1994. (saggi tratti da Apocalittici e integrati scelti e curati da Robert Lumley)
- Cinque scritti morali, Milano, Bompiani, 1997, ISBN 88-452-3124-0.
- Kant e l'ornitorinco, Milano, Bompiani, 1997, ISBN 88-452-2868-1.
- (EN)  Serendipities. Language and Lunacy, New York, Columbia University Press, 1998.
- Tra menzogna e ironia, Milano, Bompiani, 1998, ISBN 88-452-3829-6.
- La bustina di minerva, Milano, Bompiani, 2000, ISBN 88-452-4383-4.
- (NO)  Den nye Middelalderen og andre essays, Oslo, Tiden Norske, 2000. (antologia di saggi)
- (DE)  Mein verrücktes Italien, Berlin, Wagenbach, 2000. (antologia di saggi)
- (CS)  Mysl a smysl, Praha, Moravia press, 2000. (antologia di saggi)
- (DE)  Sämtliche Glossen und Parodien, München, Hanser, 2001. (raccolta completa da Diario minimo, Secondo diario minimo, Bustina di minerva e altre parodie da raccolte in tedesco)
- Sulla letteratura, Milano, Bompiani, 2002, ISBN 88-452-5069-5.
- (EN)  Mouse or Rat?, Translation as Negociation, London, Weidenfeld & Nicolson, 2003. (Experiences in translation e saggi selezionati da Dire quasi la stessa cosa)
- A passo di gambero. Guerre calde e populismo mediatico, Collana Overlook, Milano, Bompiani, 2006, ISBN 88-452-5620-0.
- La memoria vegetale e altri scritti di bibliofilia, Milano, Rovello, 2006, ISBN 88-452-5785-1.
- 11/9 La cospirazione impossibile, con Piergiorgio Odifreddi, Michael Shermer, James Randi, Paolo Attivissimo, Lorenzo Montali, Francesco Grassi, Andrea Ferrero e Stefano Bagnasco, a cura di Massimo Polidoro, Casale Monferrato, Piemme, 2007, ISBN 978-88-384-6847-6.
- Costruire il nemico e altri scritti occasionali, Milano, Bompiani, 2011. ISBN 978-88-452-6585-3.
- Sulla televisione. Scritti 1956-2015, A cura di Gianfranco Marrone, Collana I fari, Milano, La Nave di Teseo, 2018, ISBN 978-88-934-4456-9.
- La filosofia di Umberto Eco. Con la sua Autobiografia intellettuale, a cura di Sara G. Beardsworth e Randall E. Auxier, edizione italiana a cura di Anna Maria Lorusso, Collana I fari, Milano, La nave di Teseo, 2021, ISBN 978-88-346-0536-3.
- Sull'arte. Scritti dal 1955 al 2016, a cura di Vincenzo Trione, Collana I fari, Milano, La nave di Teseo, 2022, ISBN 978-88-346-0960-6.

A cura di:
- Storia figurata delle invenzioni. Dalla selce scheggiata al volo spaziale, a cura di e con G. B. Zorzoli, Milano, Bompiani, 1961.
- Il caso Bond. [Le origini, la natura, gli effetti del fenomeno 007], a cura di e con Oreste Del Buono, Milano, Bompiani, 1965.
- L'Italie par elle-meme. A portrait of Italy. Autoritratto dell'Italia, a cura di e con Giulio Carlo Argan, Guido Piovene, Luigi Chiarini, Vittorio Gregotti e altri, Milano, Bompiani, 1967.
- L'arte come mestiere, a cura di, Milano, Bompiani, 1969.
- I sistemi di segni e lo strutturalismo sovietico, a cura di e con Remo Faccani, Milano, Bompiani, 1969.
- L'industria della cultura, a cura di, Milano, Bompiani, 1969.
- I fumetti di Mao, a cura di e con Jean Chesneaux e Gino Nebiolo, Bari, Laterza, 1971.
- Cent'anni dopo. Il ritorno dell'intreccio, a cura di e con Cesare Sughi, Milano, Bompiani, 1971.
- Estetica e teoria dell'informazione, a cura di, Milano, Bompiani, 1972.
- I pampini bugiardi. Indagine sui libri al di sopra di ogni sospetto: i testi delle scuole elementari, a cura di e con Marisa Bonazzi, Rimini, Guaraldi, 1972.
- (EN, FR)  A semiotic Landscape. Panorama sémiotique. Proceedings of the Ist Congress of the International Association for Semiotic Studies, Den Haag, Paris, New York, Mouton (Approaches to Semiotics, 29) (a cura di, con Seymour Chatman e Jean-Marie Klinkenberg).
- The Sign of Three. Peirce, Holmes, Dupin (a cura di, con Thomas A. Sebeok), Bloomington, Indiana University Press, 1983 (trad. Il segno dei tre, Milano, Bompiani)
- (EN)  Meaning and mental representations (a cura di, con M. Santambrogio e Patrizia Violi), Bloomington, Indiana University Press, 1988.
- Povero Pinocchio. Giochi linguistici di studenti del Corso di Comunicazione, a cura di, Modena, Comix, 1995, ISBN 88-7686-601-9.
- Bellezza. Storia di un'idea dell'Occidente, CD-ROM a cura di, Milano, Motta On Line, 2002.
- Storia della bellezza, a cura di, testi di Umberto Eco e Girolamo de Michele, Milano, Bompiani, 2004, ISBN 88-452-3249-2.
- Storia della bruttezza, a cura di, Milano, Bompiani, 2007, ISBN 978-88-452-5965-4.
- Historia. La grande storia della civiltà europea, a cura di e con altri, 9 voll., Milano, Motta, 2007.
- Storia della civiltà europea, a cura di e con altri, 18 voll., Milano, Corriere della Sera, 2007-2008.
- Nebbia, a cura di e con Remo Ceserani, con la collaborazione di Francesco Ghelli e un saggio di Antonio Costa, Torino, Einaudi, 2009. ISBN 978-88-06-18724-8. (antologia letteraria di racconti a tema)
- Il Medioevo, a cura di, 4 voll., Milano, Encyclomedia, 2010-2011. ISBN 978-88-905082-0-2, ISBN 978-88-905082-1-9, ISBN 978-88-905082-5-7, ISBN 978-88-905082-9-5.
- La grande Storia, a cura di, 28 voll., Milano, Corriere della Sera, 2011.
- L'età moderna e contemporanea, a cura di, 22 voll., Roma, Gruppo editoriale L'Espresso, 2012-2013.
- La filosofia e le sue storie, a cura di e con Riccardo Fedriga, 3 voll., Roma-Bari, Laterza, 2014-2015. ISBN 978-88-581-1406-3, ISBN 978-88-581-1742-2, ISBN 978-88-581-1741-5.

### Narrativa
- Il nome della rosa, Milano, Bompiani, 1980.
- Il pendolo di Foucault, Milano, Bompiani, 1988, ISBN 88-452-0408-1
- L'isola del giorno prima, Milano, Bompiani, 1994, ISBN 88-452-2318-3
- Baudolino, Milano, Bompiani, 2000, ISBN 88-452-4736-8
- La misteriosa fiamma della regina Loana. Romanzo illustrato, Milano, Bompiani, 2004, ISBN 88-452-1425-7
- Il cimitero di Praga, Milano, Bompiani, 2010, ISBN 978-88-452-6622-5
- Numero zero, Milano, Bompiani, 2015, ISBN 978-88-452-7851-8

#### Narrativa per l'infanzia
- La bomba e il generale, illustrazioni di Eugenio Carmi, Milano, Bompiani, 1966.
- I tre cosmonauti, illustrazioni di Eugenio Carmi, Milano, Bompiani, 1966.
- Ammazza l'uccellino, come Dedalus, illustrazioni di Monica Sangberg, Milano, Bompiani, 1973.
- Gli gnomi di Gnu, illustrazioni di Eugenio Carmi, Milano, Bompiani, 1992, ISBN 88-452-1885-6.
- Tre racconti, Milano, Fabbri, 2004, ISBN 88-451-0300-5. (raccolta dei tre precedenti)
- La storia de "I promessi sposi", raccontata da, Torino-Roma, Scuola Holden-La biblioteca di Repubblica-L'Espresso, 2010, ISBN 978-88-8371-311-8.

### Traduzioni
- Raymond Queneau, Esercizi di stile, Torino, Einaudi, 1983.
- Gérard de Nerval, Sylvie, Torino, Einaudi, 1999. - Collana Le onde, Milano, La nave di Teseo, 2024, ISBN 978-88-346-1791-5.

### Giochi da tavolo
- Fabula. Il gioco di Lei e di Lui. Con Paolo Fabbri, Mondadori Giochi, 1970.[56]

### Opere
- Peter Bondanella, Umberto Eco and the Open Text: Semiotics, Fiction, Popular Culture, 2005.
- Rocco Capozzi, Eco's Prophetic Vision of Mass Culture, in McLuhan Studies, n. 1, 2008. URL consultato il 23 marzo 2011 (archiviato dall'url originale il 7 gennaio 2011).
- Antonio Galdo, Saranno potenti? Storia, declino e nuovi protagonisti della classe dirigente italiana, Milano, Sperling & Kupfer, 2003, ISBN 88-200-3501-4.
- Alberto Ostini (a cura di), Umberto Eco e Tiziano Sclavi. Un dialogo, in Dylan Dog, indocili sentimenti, arcane paure, Milano, Euresis, 1998.
- Tiziano Sclavi, Bruno Brindisi (testi e disegni); Lassù qualcuno ci chiama, in Dylan Dog n. 136, Sergio Bonelli Editore, Milano, gennaio 1988.

### Film
- Walt Disney e l'Italia - Una storia d'amore, Marco Spagnoli (2014): viene mostrata un'intervista durante lo "Speciale Walt Disney" (1965) con Ettore Della Giovanna e Gianni Rodari
- Davide Ferrario, Umberto Eco, la biblioteca del mondo, Rossofuoco, 2022.